# Wera Samoilowna Krepkina

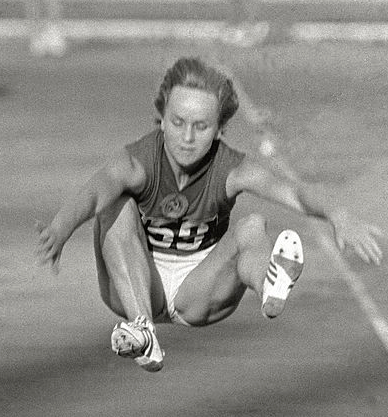
Wera Krepkina (1960)

Wera Samoilowna Krepkina (russisch Вера Самойловна Крепкина, engl. Transkription Vera Krepkina, geb. Калашникова – Kalaschnikowa – Kalashnikova; * 16. April 1933 in Kotelnitsch, Sowjetunion; † 25. April 2023 in Kiew, Ukraine) war eine sowjetische Weitspringerin und Sprinterin.
Beim ersten Auftritt der sowjetischen Mannschaft bei Olympischen Spielen 1952 in Helsinki war auch die 19-jährige Wera Kalaschnikowa dabei. Im 100-Meter-Lauf gelangte sie bis ins Halbfinale, in der 4-mal-100-Meter-Staffel wurde sie im Finale mit der sowjetischen Mannschaft Vierte in 46,3 Sekunden.
1954 bei den Europameisterschaften in Bern wurde die sowjetische Stafette in der Besetzung Krepkina, Rimma Ulitkina, Marija Itkina und Irina Turowa in 45,8 Sekunden Europameister vor dem Quartett aus der Bundesrepublik Deutschland.
Bei den Olympischen Spielen 1956 in Melbourne wiederholte Krepkina ihr Ergebnis von 1952. Sie schied im 100-Meter-Lauf im Halbfinale aus und wurde Vierte in der Staffel, diesmal in 45,6 Sekunden.
Die Europameisterschaften 1958 in Stockholm waren die einzigen internationale Meisterschaften, bei der Krepkina eine Einzelmedaille im Sprint gewinnen konnte. In 11,7 Sekunden wurde sie im 100-Meter-Lauf zeitgleich mit der britischen Siegerin Heather Young Zweite. Die sowjetische Stafette in der Besetzung Krepkina, Linda Kepp, Nonna Poljakowa und Walentyna Maslowska gewann in 45,3 Sekunden mit sieben Zehntelsekunden Vorsprung auf die Britinnen, bei denen allerdings Heather Young wegen Verletzung fehlte.
Auch bei den Olympischen Spielen 1960 in Rom schied Krepkina im Semifinale des 100-Meter-Laufs aus und wurde Vierte in der Staffel in 45,2 Sekunden. Zwischen diesen beiden Wettbewerben nahm sie allerdings noch am Weitsprung teil. Kurz vor den Spielen hatte Hildrun Claus aus der DDR mit 6,40 m die Olympiasiegerin von 1956 Elżbieta Krzesińska aus Polen als Weltrekordlerin abgelöst. Zur allgemeinen Verblüffung wurde Claus mit 6,21 m Dritte hinter Krzesińska mit 6,27 m. Krepkina aber gewann mit im vierten Versuch erzielten 6,37 m und verbesserte den olympischen Rekord von Krzesińska um zwei Zentimeter.
Sowjetische Meisterin wurde sie im 100-Meter-Lauf 1952, 1957 und 1958 und im 200-Meter-Lauf 1952. Im Weitsprung war ihre beste Platzierung ein fünfter Platz 1962.
Wera Krepkina war 1,59 m groß und wog in ihrer aktiven Zeit 58 kg.

## Bestleistungen
- 100 m: 11,3 s, 1958
- 200 m: 23,9 s, 1958
- Weitsprung: 6,37 m, 1960